# ماثيو ميلور
ماثيو ميلور (بالإنجليزية: Matthew Mellor)‏ هو سياسي أسترالي، ولد في 1839 في المملكة المتحدة، وتوفي في 17 فبراير 1899 في أستراليا.